# Le Chasseur (série télévisée)
Pour les articles homonymes, voir Le Chasseur.
Le Chasseur est une série télévisée française en six épisodes de 52 minutes créée par Gérard Carré, Vassili Clert et Nicolas Cuche et diffusée du 20 au 27 janvier 2010 sur France 2.

## Synopsis
Samuel Delaunay exerce un métier un peu spécial. En effet, il exécute des contrats pour le compte de sa mère, Natacha, qui dirige un cabinet d'avocats où certains clients ont besoin de solutions radicales et expéditives pour être innocentés. La seule cible qu'il a ratée est devenue sa femme, Lauren. Il mène avec elle, ainsi qu'avec son beau-fils, Arthur, une vie de famille épanouie. Mais le jour où le commanditaire du meurtre de Lauren apprend qu'elle est encore en vie, les ennuis ne font que commencer...

## Distribution
- Yannick Soulier : Samuel Delaunay
- Marie-France Pisier : Natacha Delaunay
- Estelle Skornik : Lauren Delaunay
- Olivier Rabourdin : Gilles Mercier
- Jean-François Stévenin : Franck Peszynski
- Vanessa Larré : Charlotte
- Milan Harbonn : Arthur
- Raphaëlle Cambray : Alma
- Benoît Solès : Vincent Boivin
- Franck Manzoni : Vladimir
- Patrick Ligardes : Pinard Legris
- Aude Pépin : Sandrine Lopez
- Christèle Tual : Alice Sonneville
- Xavier Maly : Pascal Thiriet
- Stéphan Wojtowicz : Didier Thiriet
- Micky Sébastian : Julie Duprat

## Épisodes
Tous les épisodes ont été réalisés par Nicolas Cuche.

### Épisode 1:Le Coiffeur
- France : 20 janvier 2010 sur France 2

- France : 2,36 millions de téléspectateurs[1] (première diffusion)

- Bernard Nissille (Le cardiologue)
- Claude Bernard Perot (Colonel Blanchet)
- Patrick Ligardes (Pinard Legris)
- Aude Pepin (Sandrine Lopez)
- Jean-Paul Bezzina (Fred Le Coiffeur)
- Yves Girard (François Doumenc)
- Tatiana Vialle (Metteur en scène)
- Alexandra Michel (Sophie Granella)
- Celyne Durand (La journaliste)

### Épisode 2:Alice Sonneville
- France : 20 janvier 2010 sur France 2

- France : 2,36 millions de téléspectateurs[1] (première diffusion)

- Lily Bloom (Cerise)
- François-Éric Gendron (Thomas Sonneville)
- Christèle Tual (Alice Sonneville)
- Éric Viellard (Charles)
- Raphaëlle Boitel (La standardiste)
- Cécile Rebboah (Chloé)
- Augustin Ruhabura (Le médecin d'Alice)
- Claude Mercutio (Le vieux laborantin)
- Vincent Vittali (Valentin L'Herminier)

### Épisode 3:Les Frères Thiriet
- France : 20 janvier 2010 sur France 2

- France : 2,36 millions de téléspectateurs[1] (première diffusion)

- Nicolas Buchoux (Le tueur à gages)
- Xavier Maly (Pascal Thiriet)
- Stéphan Wojtowicz (Didier Thiriet)
- Jean-Jacques Le Vessier (Mickael Pernoud)

### Épisode 4:Madame Mains Propres
- France : 27 janvier 2010 sur France 2

- France : 2,73 millions de téléspectateurs[2] (première diffusion)

- Frédéric Hulné (Rossander)
- Micky Sébastian (Julia Duprat)
- Joëlle Sechaud (Sophie)
- Jean-Marc Charrier (Capitaine Mangin)
- Nathalie Pachot (Lieutenant Bellon)

### Épisode 5:Le Docteur Piriot
- France : 27 janvier 2010 sur France 2

- France : 2,73 millions de téléspectateurs[2] (première diffusion)

- Olivier Cruveiller (Docteur Piriot)
- Marie Micla (Emilie Rousseau)

### Épisode 6:Lauren Laccan
- France : 27 janvier 2010 sur France 2

- France : 2,73 millions de téléspectateurs[2] (première diffusion)

- Franck Manzoni (Vladimir)
- Philippe Reyno (Flic du Bunker)
- Vincent Dos Reis (Flic du Raid)
- Antoine Levannier (Second flic du Bunker)
- Marie-Armelle Deguy (Directrice de la DST)
- Arno Feffer (Joueur de Poker)
- Olivier Cruveiller (Docteur Piriot)

## Sortie DVD
L'intégralité de la série est sortie en DVD chez Just Bridge Entertainment en Hollande. Les six épisodes sont au format panoramique 16/9 en Français 5.1 Dolby Digital avec sous-titres néerlandais sur les deux disques. Aucun supplément sur les coulisses ou la production.